# 風習
風習（ふうしゅう、custom）とは、土地ごとに存在する社会生活上のならわしやしきたりのこと。風俗習慣。行為伝承のひとつ。地理、歴史、その地域の産業の違いによって顕在化し人々の行動や思考パターンに影響を与える。学術的には歴史学、民俗学の研究対象とされることが多い。

## 風習の特徴
風習は、文化という概念に比べ、より狭い地域での特徴を指す。風習がより多くの人々に受け入れられ様々な地域に通用する存在になるとそれは文化となる。例えば結婚制度において農村部では「家」の概念が強く複数世代の同居や伝統的な性差による役割の分類が根強く存在しているのに対して都市部では薄れているという現状がある。この2つの考えは相容れず、概念の摩擦が起こりやすい。よってこの概念は限られた地域にのみ通用するので風習と定義されるが、地方や都道府県、国家単位での共通概念は文化と定義される。

## 文化との関連性
日本における文化とはかつて文明という言葉と同義で用いられていたが現在では精神的な概念として捉えられる傾向があり実利を生み出す文明とは一線を画している。風習は実利を創り出すものではないが文化に比べ目に見える、形式的な概念であることから、風習は文化と文明の中間的な立場に存在するものであり通用する地域が限定的である、といった定義づけが出来る。